# Zelotes berytensis
Zelotes berytensis este o specie de păianjeni din genul Zelotes, familia Gnaphosidae. A fost descrisă pentru prima dată de Simon, 1884.
Este endemică în Syria. Conform Catalogue of Life specia Zelotes berytensis nu are subspecii cunoscute.